# Паланка (Штефан-Водський район)
Пала́нка (рум. Palanca) — село у Штефан-Водському районі Молдови. Біля села Паланка знаходиться найсхідніша точка Республіки Молдова.

## Географія
Село розташоване в заболоченій місцевості нижнього Дністра. Поряд на території України розташований Нижньодністровський національний природний парк.

## Пункт пропуску через державний кордон
У селі діє пункт пропуску на кордоні з Україною Паланка — Маяки — Удобне. У грудні 2017 Україна та Республіка Молдова запровадили спільний контроль в пункті пропуску. У грудні 2019 відкрито новий українсько-молдовський пункт пропуску. Проєкт реалізований Програмою розвитку ООН за фінансування Європейського Союзу та Республіки Молдова. Відкриття спільних пунктів перетину кордону здійснюється в рамках Угоди про асоціацію між Молдовою та Європейським Союзом.
Через Паланку проходить ділянка єврошосе E87, із яким збігається М15 міжнародного значення на території України сполученням Одеса — Рені — кордон із Румунією. Це основний шлях, що з'єднує північну та південну частини Одеської області України. Дорога є власністю України на території Республіки Молдова. Дорога була передана разом із земельною ділянкою, по якій вона проходить, за Додатковим протоколом до Договору між Україною і Республікою Молдова про державний кордон на виконання статті 10-ї цього договору. На переданій ділянці діє юрисдикція України та національне законодавство України, Україна здійснює дорожньо-транспортний контроль, не здійснюється прикордонний, митний та інші види контролю, які здійснюються при перетинанні державного кордону. Транспорт, який рухається територією України, не проходить митні процедури, а проїжджає цей контрольно-пропускний пункт без зупинки.
Близько 400 селян із Паланки змушені проходити контроль при перетині кордону, щоб дістатися до понад 900 га своїх сільськогосподарських земель за дорогою.

## Історія
За даними 1859 року, у казенному селі Аккерманського повіту Бессарабської губернії мешкало 632 особи (329 чоловічої статі та 303 — жіночої), налічувалось 84 дворових господарства, існувала православна церква.
Станом на 1886 рік у колишньому державному селі, центрі Паланської волості, мешкало 656 осіб, налічувалось 152 дворових господарства, існували 2 православні церкви, школа та 2 лавки.
За переписом 1897 року, кількість мешканців зросла до 1529 осіб (768 чоловічої статі та 761 — жіночої), з яких 1482 — православної віри.

## Населення

### Національність
Розподіл населення за національністю за даними перепису 2004 року:
| Національність   | Відсоток |
| ---------------- | -------- |
| молдовани/румуни | 95,49%   |
| українці         | 1,98%    |
| росіяни          | 1,73%    |
| інші             | 0,8%     |

## Господарство
У минулому в місцевості, де знаходиться село, розташовувалося виробництво біомаси — брикетів з очерету, який у значній кількості зростає в цій місцевості.